# 京都府道521号上川合猪鼻線
京都府道521号上川合猪鼻線（きょうとふどう521ごう かみがわいいのはなせん）は、京都府福知山市から船井郡京丹波町に至る一般府道である。

## 概要
福知山市三和町上川合から船井郡京丹波町猪鼻に至る。
船井郡京丹波町内の距離はわずかに過ぎない。

### 路線データ
- 起点：福知山市三和町上川合（川合小学校前交差点、兵庫県道・京都府道59号市島和知線交点）
- 終点：船井郡京丹波町猪鼻（猪鼻交差点、京都府道26号京丹波三和線交点）

## 地理

### 通過する自治体
- 京都府
  - 福知山市 - 船井郡京丹波町

### 交差する道路
| 交差する道路                     | 市町村名 | 市町村名 | 交差する場所 | 交差する場所              |
| -------------------------------- | -------- | -------- | ------------ | ------------------------- |
| 兵庫県道・京都府道59号市島和知線 | 福知山市 | 福知山市 | 三和町上川合 | 川合小学校前交差点 / 起点 |
| 京都府道26号京丹波三和線         | 船井郡   | 京丹波町 | 猪鼻         | 猪鼻交差点 / 終点         |

### 沿線
- 福知山市立川合小学校